# 愛媛県道136号新居浜港線
愛媛県道136号新居浜港線（えひめけんどう136ごう にいはまこうせん）は、愛媛県新居浜市を通る一般県道である。

## 概要
新居浜市中須賀町2丁目から新居浜市本郷1丁目に至る。

### 路線データ
- 起点：新居浜市中須賀町2丁目（新居浜港）
- 終点：新居浜市本郷1丁目（西の端交差点、国道11号交点）
- 総延長：4.1 km

## 歴史
- 2024年（令和6年）4月27日 - 都市計画道路西町中村線（延長540 m）部分開通[1]

## 路線状況

### バイパス
- 都市計画道路西町中村線（延長930 m）[1]

### 道路施設

#### 橋梁
- 滝の宮橋（東川、新居浜市）

## 地理

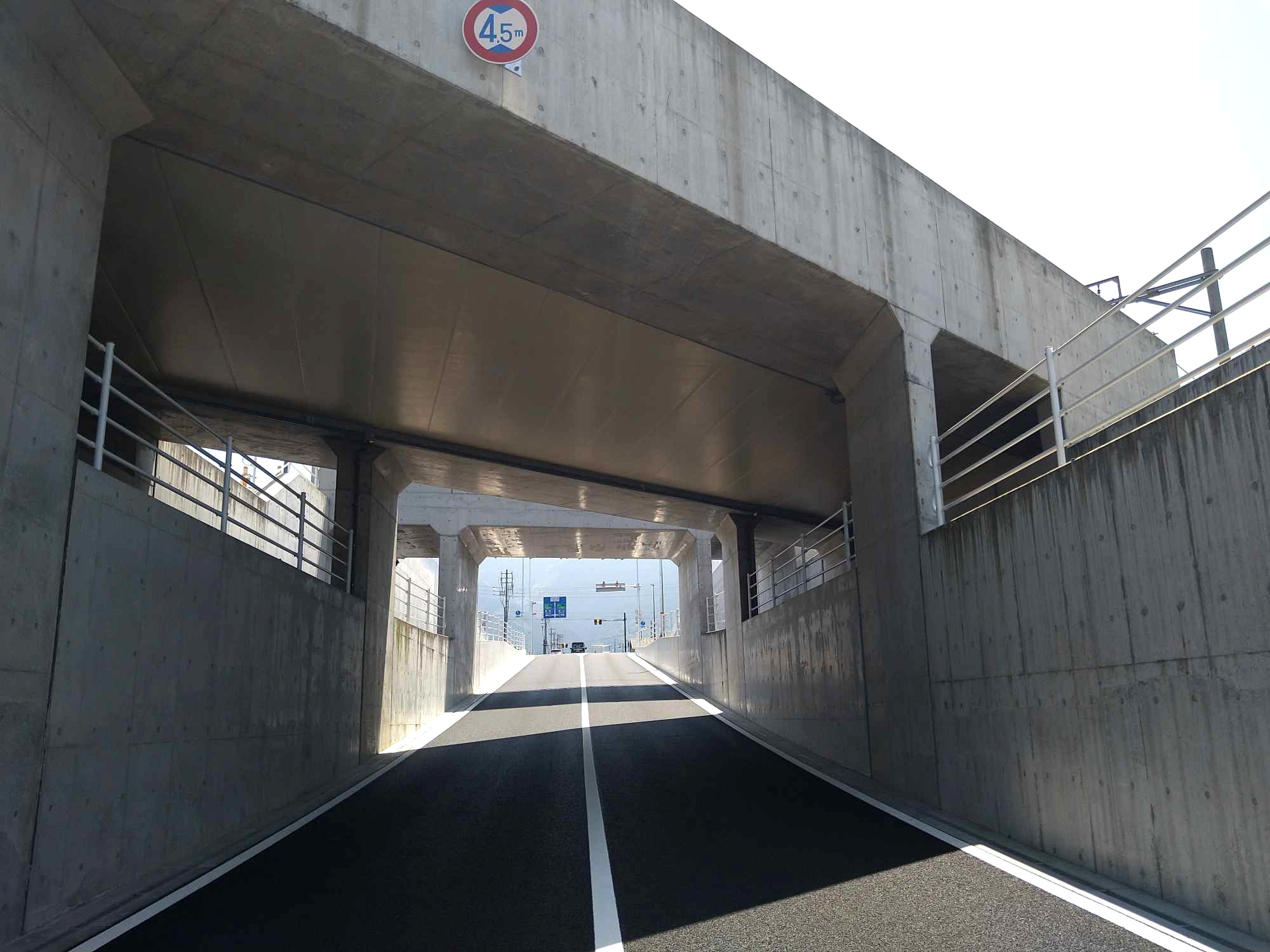
2024年（令和6年）4月27日14時開通のJR四国予讃線のアンダーパス

### 通過する自治体
- 新居浜市

### 交差する道路
| 交差する道路                   | 交差する場所 | 交差する場所        |
| ------------------------------ | ------------ | ------------------- |
| 愛媛県道13号壬生川新居浜野田線 | 宮西町       | 宮西交差点          |
| 国道11号 / 新居浜バイパス      | 本郷1丁目    |                     |
| 国道11号 国道192号 重複        | 本郷1丁目    | 西の端交差点 / 終点 |

### 交差する鉄道
- 予讃線

### 沿線
- 新居浜港
- 新居浜市立宮西小学校
- 新居浜市立新居浜北中学校
- 新居浜市立金栄小学校
- フジ本郷店
- マックスバリュ西の土居店
- 愛媛県立新居浜病院